# Ailuropoda
Az Ailuropoda az emlősök (Mammalia) osztályának ragadozók (Carnivora) rendjébe, ezen belül a medvefélék (Ursidae) családjába tartozó nem.

## Rendszerezés
A nembe az alábbi 1 recens faj és 5 fosszilis faj tartozik:
- †Ailuropoda baconi (Woodward, 1915) (pleisztocén)
- †Ailuropoda fovealis (Matthew & Granger, 1923) (pleisztocén)
- óriáspanda (Ailuropoda melanoleuca) David, 1869 - típusfaj
- †Ailuropoda microta (Pei, 1962) (késő pliocén)
- †Ailuropoda minor (Pei, 1962) (pleisztocén)[1]
- †Ailuropoda wulingshanensis (Wang et alii., 1982) (késő pliocén - kora pleisztocén)

## Források

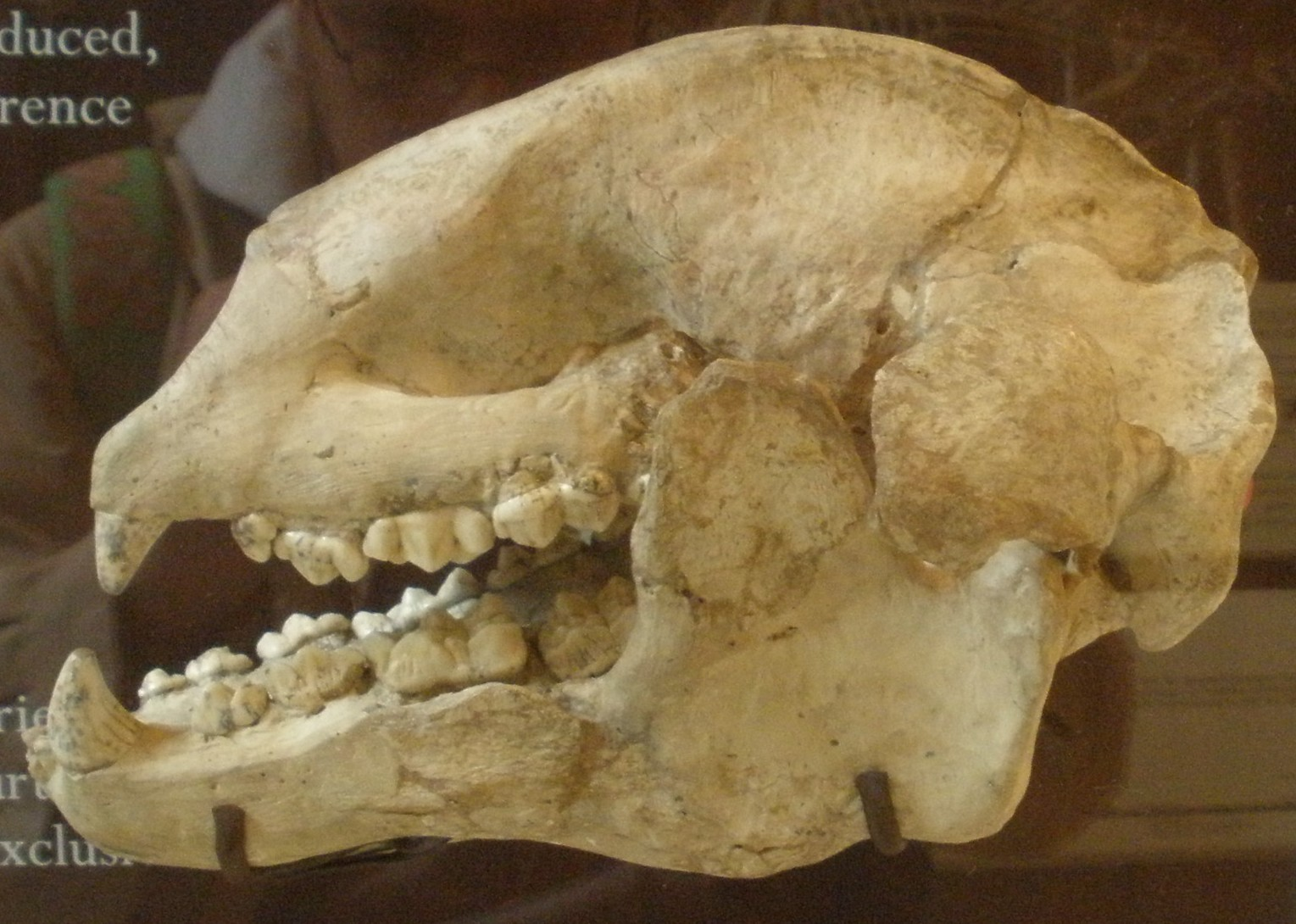
Az Ailuropoda fovealis koponyája